# King Sejong Station
King Sejong Station (koreanska: 세종과학기지) är en sydkoreansk forskningsstation på King George Island i Antarktis. Den öppnades 17 februari 1988, och drivs av polarforskningsinstitutet KOPRI.
Efter tillbyggnader 1991 och 2000 består stationen nu av två observatorier och ytterligare tio byggnader. Under sommarhalvåret verkar uppemot femtio forskare här, och ungefär sexton personer övervintrar. Det relativt milda klimatet medför att många djurarter under sommarmånaderna kommer till området och fortplantar sig. Av den anledningen söker sig många biologer till Kung Sejong, men på stationen bedrivs forskning inom flera naturvetenskapliga discipliner.
Stationen har fått namn efter legendariske Sejong den Store (1397-1450).